# Juratzkaea argentinica
Juratzkaea argentinica är en bladmossart som beskrevs av William Russell Buck 1981. Juratzkaea argentinica ingår i släktet Juratzkaea och familjen Stereophyllaceae. Inga underarter finns listade i Catalogue of Life.